# COVID-19-Pandemie in Island

Karte der Infektionszahlen im April 2020.

Die COVID-19-Pandemie in Island tritt als regionales Teilgeschehen des weltweiten Ausbruchs der Atemwegserkrankung COVID-19 auf und beruht auf Infektionen mit dem Ende 2019 neu aufgetretenen Virus SARS-CoV-2 aus der Familie der Coronaviren. Die COVID-19-Pandemie breitet sich seit Dezember 2019 von China ausgehend aus. Ab dem 11. März 2020 stufte die Weltgesundheitsorganisation (WHO) das Ausbruchsgeschehen des neuartigen Coronavirus als Pandemie ein.
Die COVID-19-Pandemie erreichte Island nachweislich im Februar 2020. Bis zum 24. März wurden insgesamt 648 Fälle registriert, von denen sich 56 wieder erholt haben. Am 21. März wurde der erste Todesfall gemeldet.
Nachdem große Teile der Bevölkerung vollständig geimpft war, die Zahl der aktiven Fälle bei 12 lag (bei etwa 360.000 Einwohnern) und eine Woche lang keine Neuinfektionen im Inland mehr aufgetreten waren, wurden zum 26. Juni 2021 alle Beschränkungen im Inland aufgehoben. Ende Juli 2021 wurden der Bevölkerung wegen stark angestiegener Infektionen erneut Beschränkungen im Inland eingeführt; auch die Bedingungen für Einreisende wurden zum 1. Oktober 2021 verschärft.
Eine vollständige Aufhebung aller Maßnahmen wurde durch das isländische Gesundheitsministerium am 23. Februar 2022 bekanntgegeben. Ab dem 25. Februar wurden damit sämtliche Kontakt- sowie Reisebeschränkungen aufgehoben.

## Verlauf 2020
| Ursprung der SARS-CoV-2-Infektionen in Island a                            | Ursprung der SARS-CoV-2-Infektionen in Island a | Ursprung der SARS-CoV-2-Infektionen in Island a |
| -------------------------------------------------------------------------- | ----------------------------------------------- | ----------------------------------------------- |
| Importiert                                                                 | Italien                                         | 42                                              |
| Importiert                                                                 | Österreich                                      | 39                                              |
| Importiert                                                                 | Schweiz                                         | 9                                               |
| Importiert                                                                 | Vereinigte Staaten                              | 6                                               |
| Importiert                                                                 | Vereinigtes Königreich                          | 2                                               |
| Importiert                                                                 | Dänemark                                        | 1                                               |
| Importiert                                                                 | Unbestimmtes Asien                              | 1                                               |
| Importiert                                                                 | Unbekannt                                       | 248                                             |
| Importiert                                                                 | Total importiert                                | 348                                             |
| Kommunal                                                                   | Kommunal                                        | 1464                                            |
| Unbestimmt b                                                               | Unbestimmt b                                    | 12                                              |
| Total                                                                      | Total                                           | 1824                                            |
| Anmerkungen a bis 22. Juni 2020 b Fälle, die derzeit zurückverfolgt werden |                                                 |                                                 |

### Februar 2020
Am 28. Februar bestätigte Island den ersten Fall von COVID-19, ein isländischer Mann in den Vierzigern, der auf einer Skitour in Andalo in Norditalien gewesen war und am 22. Februar nach Hause zurückkehrte; als er nach seiner Ankunft Symptome entwickelte, wurde er im Landspítali-Krankenhaus in Reykjavík unter Quarantäne gestellt. Daraufhin erklärte die Nationale Kommission der isländischen Polizei die Alarmbereitschaft.

### März 2020
Am 1. März wurden ein zweiter und ein dritter Fall bestätigt, ein isländischer Mann in den Fünfzigern, der am 29. Februar aus Verona heimgekehrt war, und eine Frau in den Fünfzigern, die über München aus Italien zurückgekehrt war.
Am 2. März wurden weitere sechs Fälle bestätigt, so dass sich die Gesamtzahl auf neun erhöht: fünf Männer und vier Frauen. Alle Fälle waren bisher in der Gegend von Reykjavík zu verzeichnen. Fünf dieser Fälle wurden bis nach Italien zurückverfolgt. Als Reaktion darauf hat das Gesundheitsdirektorat Italien als Risikogebiet für die Krankheit definiert, und alle, die aus Italien nach Island kommen, werden gebeten, sich in eine 14-tägige Hausquarantäne zu begeben. Der neunte Fall ist der eines Isländers, der sich in Österreich aufgehalten hat und am 1. März nach Hause geflogen ist. Nachdem weitere Fälle bis in den österreichischen Urlaubsort Ischgl zurückverfolgt wurden, definierte die Gesundheitsdirektion Ischgl als Hochrisikogebiet. Die Behörden des Bundeslandes Tirol in Österreich behaupteten jedoch, dass sich die aus Ischgl zurückkehrenden Isländer wahrscheinlich auf ihrem Flug von München infiziert haben, aber dies wird von den isländischen Gesundheitsbehörden als »sehr unwahrscheinlich« angesehen, da diese Gruppe schon sehr bald nach dem Flug Symptome zeigte.
Am 3. März wurden in einem offiziellen Pressebericht Sanktionen für diejenigen angekündigt, die die Quarantäne verletzen, einschließlich einer bis zu dreimonatigen Haftstrafe, da dies als absichtliche Verbreitung des Virus angesehen wird.
Am 4. März informierte Islands Chef-Epidemiologe Thorolfur Gudnason die österreichische Bundesbehörde über die in Ischgl erfolgte Infektion seiner Landsleute mit dem Coronavirus (SARS-CoV-2) und meldete die Epidemie im europäischen Frühwarn- und Reaktionssystem (EWRS).
Am 5. März befanden sich etwa 400 Personen in Island in häuslicher Quarantäne, und etwa 330 Personen wurden auf das Virus getestet, aber es wurden keine Fälle einer Übertragung innerhalb der Gemeinschaft festgestellt. Von den Personen, die auf das Virus getestet wurden, wurde bei 35 eine Infektion mit dem Coronavirus bestätigt, aber die Beamten warnten davor, dass diese Zahl steigen würde, wenn in den nächsten Tagen weitere Testergebnisse vorliegen.
Am 6. März stieg die Gesamtzahl der Infizierten auf 45, einschließlich der ersten 4 Fälle einer lokalen Übertragung des Virus. Das isländische Ministerium für Katastrophenschutz und Notfallmanagement erklärte innerhalb weniger Minuten nach der offiziellen Bestätigung der lokalen Übertragung des Coronavirus eine Katastrophenschutznotstandsphase.
Am 7. März wurden 5 weitere Fälle bestätigt: 3 Fälle von lokaler Übertragung des Coronavirus und 2 aus zuvor definierten Hochrisikogebieten. Alle sieben bestätigten Fälle von lokaler Übertragung liegen im Gebiet von Reykjavík. Insgesamt wurden bisher 484 Tests durchgeführt.
Am 8. März stieg die Gesamtzahl auf 58, von denen insgesamt 10 Fälle von lokaler Übertragung sind. Drei am 8. März identifizierte Fälle betrafen isländische Einwohner, die am 7. März mit einem Sonderflug von Verona nach Island zurückgekehrt waren; alle Passagiere waren isländische Einwohner, die sich in Hochrisikogebieten aufgehalten hatten, und es wurden bereits besondere Vorkehrungen getroffen, um sicherzustellen, dass sie bei der Ankunft auf dem internationalen Flughafen Keflavík von anderen Passagieren isoliert bleiben.
Am 9. März wurden zwei weitere Passagiere des Sonderfluges von Verona am 7. März positiv auf das Coronavirus getestet. Es wurden drei Fälle von lokaler Übertragung und zwei Fälle von isländischen Einwohnern, die aus Skigebieten in den Alpen zurückkehrten, festgestellt, so dass sich die Gesamtzahl auf 65 erhöhte.
Am 11. März wurde berichtet, dass ein COVID-19-Patient schwerere Symptome entwickelt hatte und ins Krankenhaus eingeliefert wurde, womit er der erste Patient in Island war, der mehr als nur leichte Symptome der Krankheit entwickelte. Ebenfalls am 11. März wurden insgesamt 90 Personen mit COVID-19 diagnostiziert, 700 befanden sich in Quarantäne.
Am 13. März wurde auf einer Pressekonferenz angekündigt, dass die Universitäten und Sekundarschulen ab Montag, dem 16. März, geschlossen werden und an diesem Tag ein Verbot für öffentliche Versammlungen von mehr als 100 Personen in Kraft treten wird.
Am 15. März wurde berichtet, dass sich drei COVID-19-Patienten in Island jetzt im Krankenhaus befinden, einer davon auf der Intensivstation, und dass eine Gesundheitsklinik im Hauptstadtbereich (in Mosfellsbær) geschlossen wurde, nachdem ein Mitarbeiter positiv auf COVID-19 getestet wurde. Insgesamt wurden 171 Fälle bestätigt, von denen die meisten auf Skigebiete in den Alpen zurückgeführt werden können. Der Chefepidemiologe Þórólfur Guðnason stellte fest, dass die Hälfte aller Personen in Island, die positiv auf das Coronavirus getestet wurden, sich bereits selbst unter Quarantäne gestellt haben (nachdem sie entweder von internationalen Reisen nach Hause zurückgekehrt waren oder mit einer infizierten Person in Kontakt gekommen waren), was darauf hindeutet, dass Maßnahmen zur Kontrolle des Ausbruchs durch Quarantäne und Isolation in Island bisher wirksam waren. Schätzungsweise 2500 Personen isolieren sich selbst, wobei die Zahl täglich steigt.
Am 17. März wurde der erste COVID-19-Tote bestätigt, ein australischer Staatsbürger um die 40, der mit seiner Frau Island besuchte. Er suchte wegen einer schweren Krankheit ärztliche Hilfe und starb kurz nach seiner Ankunft in der Gesundheitsklinik Húsavík. Seine Symptome waren untypisch, und sein Zustand verschlechterte sich extrem schnell. Mit der Erlaubnis seiner Familie wurde am 19. März berichtet, dass er eine Lungenentzündung entwickelt hatte und dass COVID-19 die wahrscheinliche Todesursache war.
Am 23. März verstarb eine isländische Frau Anfang 70 nach einwöchigem Kampf mit der Krankheit.

## Verlauf 2021
Am 26. Juni 2021 waren 60 % der Einwohner über 16 Jahre vollständig geimpft, 87 % hatten mindestens eine Impfung erhalten. Die Zahl der aktiven Fälle lag zu diesem Zeitpunkt bei 12 unter 360.000 Einwohnern, und eine Woche lang wurde keine Neuinfektionen im Inland registriert. Mit Wirkung zu diesem Tag wurden sämtliche pandemiebedingten Einschränkungen im Inland aufgehoben. Innerhalb weniger Wochen stieg die Zahl der Neuinfektionen stark an.
Als Reaktion auf den Neuanstieg wurden Ende Juli 2021 erneut Einschränkungen im Inland eingeführt.
Seit dem 27. Juli 2021 müssen erstmals auch vollständig Geimpfte vor der Einreise einen negatives Testresultat nachweisen.
Am 4. November 2021 verkündete die isländische Regierung wegen steigender Corona-Zahlen die Wiedereinführung der Maskenpflicht. Ab 10. November 2021 durften nur noch 500 statt zuletzt 2000 Menschen bei Versammlungen und Veranstaltungen zusammenkommen.
Eine Aufhebung aller bisherigen Maßnahmen wurde am 23. Februar 2022 verkündet.

## Präventivmaßnahmen Anfang 2020
Am 24. Januar kündigte die Gesundheitsdirektion Präventivmaßnahmen an, um die Ausbreitung von SARS-CoV-2 einzudämmen. Am internationalen Flughafen Keflavík ankommende Passagiere mit Anzeichen einer Atemwegsinfektion und asymptomatische Personen, die sich in den letzten 14 Tagen in Wuhan aufgehalten hatten, wurden auf dem Flughafen medizinisch untersucht.
Ab dem 2. März wurden die Beschäftigten im Gesundheitswesen in Island aufgefordert, Reisen zu vermeiden und im Land zu bleiben.
Am 16. März waren noch keine offiziellen räumlichen Distanzierungsmaßnahmen oder Einschränkungen oder Verbote öffentlicher Versammlungen in Kraft. Allerdings haben die Organisatoren eine Reihe von bevorstehenden Veranstaltungen abgesagt oder verschoben, darunter die Jahreskonferenz der School of Humanities der Universität von Island, Hugvísindaþing, die am 13. und 14. März hätte stattfinden sollen.
Auf einer Pressekonferenz am 13. März wurde bekannt gegeben, dass öffentliche Versammlungen von mehr als 100 Personen verboten und Universitäten und weiterführende Schulen für vier Wochen geschlossen werden sollen. Später an diesem Tag wurden Ankündigungen gemacht, in denen erklärt oder betont wurde, dass:
- sogenannte „Hamsterkäufe“ unnötig sind;
- es voraussichtlich keinen Mangel an Lebensmitteln oder Medikamenten geben werde;[41]
- Grundschulen und Vorschulen nicht geschlossen würden, obwohl es Einschränkungen gäbe, um die soziale Distanz innerhalb der Schulen zu maximieren;
- alle Schulen in der Gegend von Reykjavík am 16. März zur Vorbereitung geschlossen würden.[42]

Die Direktion für Gesundheit und das Ministerium für Katastrophenschutz und Notfallmanagement haben gemeinsam eine offizielle Website mit den neuesten Informationen auf Isländisch und Englisch eingerichtet.
Am 16. März kündigte die Supermarktkette Samkaup an, dass 27 Lebensmittelgeschäfte in ganz Island spezielle Einkaufszeiten für gefährdete Bevölkerungsgruppen, einschließlich älterer Menschen und Menschen mit chronischen und Grunderkrankungen, haben werden. Ab dem 17. März würden ausgewählte Nettó- und Kjörbúðin-Läden die Stunde von 9 bis 10 Uhr für diejenigen Kunden reservieren, bei denen das Risiko schwerer Komplikationen am größten ist, wenn sie sich mit COVID-19 infizieren.
Seit dem 18. März ist die ganze Welt als Hochrisikogebiet definiert. Von allen Reisen ins Ausland wird abgeraten, und in Island ansässigen Personen, die sich derzeit im Ausland aufhalten, wird empfohlen, so bald wie möglich nach Hause zurückzukehren. Einwohner Islands, die aus dem Ausland kommen, werden nun in Quarantäne gehen.
Am 21. März wurde in Vestmannaeyjar ein strengeres Verbot öffentlicher Versammlungen verhängt. Versammlungen mit mehr als 10 Personen sind dort nun verboten. Ein noch strengeres Verbot wurde für den Bezirk Húnaþing vestra verkündet, in dem alle Einwohner angewiesen wurden, zu Hause zu bleiben, außer zum Kauf von lebensnotwendigen Gütern.
Am 24. März trat um 0 Uhr ein landesweites Verbot für öffentliche Versammlungen über 20 Personen in Kraft. Alle Schwimmbäder, Museen, Bibliotheken und Bars wurden geschlossen, ebenso alle Geschäfte, die eine Nähe von mehr als zwei Meter erfordern (Friseure, Tätowierer usw.).

## Virus-Testung und Quarantäne
Die isländischen Gesundheitsbehörden haben freiwillige Hausquarantänen für alle Einwohner, die aus bestimmten Hochrisikogebieten zurückkehren, und Virustests als Hauptmittel zur Verhinderung der Übertragung innerhalb der Gemeinde eingesetzt. Die isländischen Gesundheitsbehörden haben eine verhältnismäßig hohe Anzahl von ankommenden Passagieren aus Hochrisikogebieten auf COVID-19 getestet, in der Hoffnung, dass eine frühe Erkennung von Infektionen deren Verbreitung verhindern wird. Die hohe Zahl der identifizierten Infektionen spiegelt daher nicht die Prävalenz von COVID-19 in Island wider.
Eine frühe Sorge unter den isländischen Bewohnern, die in Hausquarantäne gesetzt wurden, war das Recht der Arbeitnehmer auf bezahlten Urlaub während der Quarantäne. Am 5. März wurde angekündigt, dass der COVID-19-Ausbruch wahrscheinlich in den nächsten Wochen zu Gesetzesänderungen führen wird.
Menschen mit Symptomen von COVID-19 wurden gebeten, von Besuchen in Gesundheitszentren und Krankenhäusern ohne vorherige Anmeldung abzusehen, um zu vermeiden, dass gefährdete Personen dem Virus ausgesetzt werden. Selbst leichte Krankheitssymptome sollten zur weiteren Beratung gemeldet werden. In einem Hotel in Reykjavík wurden offizielle Quarantäneeinrichtungen für gesunde Personen eingerichtet, die nicht in eine Quarantäne im eigenen Land gehen können (z. B. Ausländer). Eine Hilfe-Hotline des Roten Kreuzes wurde eingerichtet.
Zunächst wurden die COVID-19-Tests für isländische Bewohner in Quarantäne hauptsächlich in ihren eigenen Wohnungen durchgeführt. Aufgrund des hohen Umfangs der erforderlichen Tests wurde beschlossen, mobile Einheiten zu verwenden, die außerhalb der Gesundheitskliniken geparkt waren. Ein Mangel an Tests hatte den Umfang der COVID-19-Tests in Island verringert, was die Kontroll- und Rückverfolgungsbemühungen erschwert. Am 22. März wurde bekannt gegeben, dass eine Bestellung von 5.000 Abstrichen, die in der folgenden Woche eintreffen sollten, kurzfristig um 3.000 reduziert wurde. Die unerwartete Entdeckung von weiteren 6.000 Abstrichen in einem Lagerhaus wurde am 26. März 2020 bekannt gegeben.

## Statistik

Bestätigte
Infizierte nach Daten der WHO. Oben kumuliert, unten Tageswerte

Bestätigte Todesfälle nach Daten der WHO. Oben kumuliert, unten Tageswerte

Entwicklung der Epidemie